# Adolfo Giuntoli
Adolfo Giuntoli (né le 14 mai 1913 à Turin et mort le 11 juin 1981 à Rapallo) est un footballeur italien qui évoluait au poste de milieu de terrain.

## Biographie

### Carrière en club
Adolfo Giuntoli est joueur du Torino FC, de Vigevanesi et de l'US Alexandrie durant sa carrière.
Il dispute au total 35 matchs en première division italienne pour aucun but marqué.

### Carrière en sélection
Il fait partie de l'équipe nationale italienne médaillée d'or aux Jeux olympiques de 1936. Il ne dispute aucun match durant le tournoi.

## Palmarès

### En sélection
Italie
- Jeux olympiques (1) :
  -  Or : 1936.